# Òmicron d'Àries
Òmicron d'Àries (ο Arietis) és una estrella de la constel·lació d'Àries. És una nana de la seqüència principal blava-blanca del tipus B de la magnitud 5,78. Està a 482 anys llum de la Terra.